# Démons à queues
Pour les articles homonymes, voir Biju (homonymie).
 (mars 2021).
Si vous disposez d'ouvrages ou d'articles de référence ou si vous connaissez des sites web de qualité traitant du thème abordé ici, merci de compléter l'article en donnant les références utiles à sa vérifiabilité et en les liant à la section « Notes et références ».
Dans le manga shōnen Naruto, les démons à queues (尾獣, bijū), au nombre de neuf, sont des créatures géantes composées de chakra.

 Les démons à queues ont été créés par l'Ermite Rikudo (Hagoromo Otsutsuki) qui fut l'hote de Jûbi le démon a dix queues. La nuit de sa mort, il sépara Jûbi en neuf créatures possédant son chakra et qui, dans le futur seront scellés dans des êtres humains que l'on appellera des "hôtes" ou "réceptacles".

## Description générale
Parfois inspirées du folklore japonais, ce sont des créatures gigantesques composées de chakra.
Dans le pilote de la série, seul le démon renard à neuf queues — qui est nommé Kyūbi ou Kurama — est présent. Dans la trame de cette narration le personnage principal, Naruto, est présenté comme le réceptacle de Kyūbi . Ce démon à neuf queues ayant une progéniture, le récit n’en fait pas une créature unique.
Bien que ce démon soit a priori unique, l’histoire présente ensuite huit autres créatures semblables, nommées bijūs. Chacun de ces neuf bijūs possède un aspect différent et notamment un nombre de queues allant de un à neuf. Par ordre croissant de nombre de queues, les bijū sont :
- Shukaku (守鶴?), dit Ichibi (一尾?, litt. une queue)
- Matatabi (又旅?), dit Nibi (二尾?, litt. deux queues)
- Isobu (磯撫?), dit Sanbi (三尾?, litt. trois queues)
- Son Gokû (孫悟空?), dit Yonbi (四尾?, litt. quatre queues)
- Kokuô (コク王?), dit Gobi (五尾?, litt. cinq queues)
- Saiken (犀犬?), dit Rokubi (六尾?, litt. six queues)
- Chômei (重明?), dit Nanabi (七尾?, litt. sept queues)
- Gyûki (牛鬼?), dit Hachibi (八尾?, litt. huit queues)
- Kurama (クラマ?), dit Kyūbi (九尾?, litt. neuf queues)

À noter que l’univers de Naruto présente d’autres créatures géantes qui, elles, ne sont pas des bijū mais font partie d’espèces à part entière.

## Symbolisme des créatures
Dans le manga, les bijū jouent un rôle central de la trame narrative. Leur grande puissance, dont un usage belliqueux peut entraîner des conséquences comparables à des catastrophes naturelles, en font des créatures convoitées à des fins militaires.
Au cours du développement de l’histoire, on apprend d’ailleurs que les bijū servent de moyen de dissuasion des affrontements entre les villages cachés, tout comme fonctionne la dissuasion nucléaire.

## Histoire

### Origine narrative

L'œil de Jūbi, similaire à la fois au rinnegan par le nombre de cercles concentriques et au sharingan par la présence de 9 tomoe.

Dans le récit, l'origine des démons à queues est inscrite sur une stèle de pierre léguée par le Sage des six chemins aux Uchiwa. Cette stèle est gardée près de Konoha dans le Sanctuaire Nakano (南賀ノ神社, Nakano Jinja), lieu secret de réunion du clan, et seul le sharingan est capable de lire les informations qui y sont inscrites (le mangekyō sharingan pouvant lire plus d'informations, et le rinnegan pouvant en lire la totalité).
Autrefois, toute la puissance des bijū (appelée le « chakra ultime ») était réunie dans un seul être appelé Jûbi (十尾, Jūbi, litt. dix queues). Ce monstre, à l'origine des neuf démons à queues, possédait dix queues et un seul œil muni des cercles concentriques du rinnegan, chaque cercle possédant 3 tomoe du sharingan.
Jûbi était doté d'un pouvoir extrêmement puissant, et représentait une menace pour le monde ; le sage développe donc un ninjutsu permettant de sceller le monstre dans son propre corps, devenant ainsi le premier jinchūriki. Cette technique est par la suite transmise de génération en génération, permettant la création d'autres jinchūriki.
Le Sage était cependant conscient qu'à sa mort, le sceau se briserait et le monstre serait libéré. À la crainte de cet événement, au crépuscule de sa vie il utilise ses dernières forces pour scinder la puissance de Jûbi en neuf parties éparpillées à travers le monde, et qui se matérialisent en neuf créatures appelées bijū, auxquelles il donne chacun un nom, avant de les disperser, leur promettant qu’un jour viendra où ils seront à nouveau réunis. Puis, afin de rendre le pouvoir de Jûbi inaccessible, il scelle l’enveloppe corporelle du monstre avec sa technique de la « Naissance de l'astre divin », créant la Lune. Cette enveloppe charnelle est toutefois possible à invoquer par les personnes possédant à la fois l’ADN des Senju et des Uchiwa, telles Madara Uchiwa, Nagato et Obito Uchiwa ; cette invocation porte le nom de « statue du Démon des Enfers (en japonais : Gedo Mazo) ».
D'après Tobi, le Sage des six chemins a créé les démons à queues en utilisant la technique « Izanagi ». Les neuf démons éprouvent tous une certaine affection pour le Sage, qui les a créés et leur a transmis la prédiction du Oogama Sennin qu’ils se rassembleraient à nouveau, et rencontreraient quelqu’un qui leur montrerait la voie.

### 4egrandeguerre ninja
Les six hôtes morts lors de l’extraction de leur démon par Akatsuki sont invoqués par Kabuto pour les besoins de la 4e grande guerre ninja. Tobi les utilise en scellant à nouveau leur démon en eux et en leur posant un récepteur à chakra pour les manipuler, ce qui leur donne comme à lui un Sharingan et un Rinnegan.
Ils sont confrontés à Killer Bee et Naruto ayant chacun maîtrisé leur démon (durant le combat, Kyûbi offre son assistance à Naruto, lui permettant d’utiliser sa forme et sa pleine puissance), combat lors duquel, Naruto parvient à arracher les récepteurs à chakra de Tobi, lui ôtant la possibilité de les contrôler. Les démons sont alors scellés à nouveau dans la statue du Démon des Enfers, tandis que les hôtes sont libérés un peu plus tard par la victoire d’Itachi et Sasuke sur Kabuto.
Utilisés pour faire revivre Jûbi, dont Obito devient l’hôte, ils sont libérés une première fois lors de la défaite de ce dernier, avant d’être capturés à nouveau par Madara qui parvient à récupérer également Kyûbi et Hachibi et les utilise à nouveau pour recréer Jûbi et en devenir l’hôte. Lorsque Madara est trahi par Zetsu pour faire revivre Kaguya Ôtsutsuki, cette dernière récupère tout le chakra de Jûbi. Les démons à queues sont libérés à nouveau lors de la défaite de Kaguya, mais Sasuke décide de les emprisonner en utilisant la technique de la « Naissance de l'Astre Divin » utilisée à l’origine pour enfermer la statue du Démon des Enfers, et utilise leur chakra durant son combat contre Naruto ; ils sont définitivement libérés à la fin du combat et vivent en harmonie avec le monde ninja, Kyûbi (ses deux moitiés réunies), et Hachibi restant avec Naruto et Killer Bee.

## Jinchūriki
Craints en raison du potentiel de destruction que chacun d'entre eux représente, mais recherchés pour les mêmes raisons, les bijū sont depuis plusieurs générations la « propriété » de groupes de ninjas qui, grâce à des techniques à base de sceaux, les enferment dans des êtres humains dont la vie est sacrifiée pour qu'ils deviennent des armes vivantes. On appelle ces hôtes les jinchūriki (人柱力, pouvoir du sacrifice humain), ils sont souvent craints ou haïs tout autant que les bêtes dont ils recueillent les pouvoirs et l'âme. Ils sont ainsi exclus de la vie sociale normale. Beaucoup finissent par devenir des misanthropes repliés sur eux-mêmes.
Ce n'est d'ailleurs pas le seul problème de l'hôte :  celui de Ichibi, par exemple, incapable de dormir, finit par développer une personnalité très instable ; quant à celui de Kyûbi, bien qu'immunisé contre le chakra de son bijū à force de le consommer à petites doses en continuité, reste exposé à l'empoisonnement lors d'une très forte décharge. Cependant, en apprenant à l'utiliser correctement et à canaliser cette puissance, le jinchūriki a la possibilité de devenir extrêmement puissant. Si un démon est extrait de son hôte, celui-ci en meurt normalement ; cependant, les jinchūriki du Clan Uzumaki, dotés d'une extraordinaire force vitale, sont capables de survivre à l’extraction d’un démon.
Un jinchūriki est en fait le nouveau corps du bijū. Exemple : Kyûbi. Lors de la sortie de la 4e queue, Naruto perd le contrôle de lui-même et le démon renard prend le dessus sur lui. Il prend possession de tout son corps, intelligence, techniques et bien plus encore, mais conserve une taille humaine bien qu'un aspect de renard.
Un jinchūriki, à travers son esprit, a la possibilité de communiquer avec son bijū. Ce mode de communication peut également s'effectuer entre plusieurs jinchūriki, ce qui permet de pénétrer dans l'esprit des uns des autres ou de se réunir en un seul lieu spirituel.
La grossesse et l'accouchement sont des périodes particulièrement délicates pour les femmes jinchūriki, car au moment de l'accouchement le sceau qui retient leur bijū se fragilise, au point de risquer de se briser.
Le jinchūriki peut s'entraîner à maîtriser la puissance de son bijū, et recourir à des capacités communes aux neuf démons :
- La forme « version 1 » (appelée par Jiraya « manteau du démon renard » (妖狐の衣, yōko no koromo?)) où le jinchūriki se recouvre d'un manteau orange translucide formé par des bulles de chakra, qui prend vaguement la forme du démon avec un certain nombre de queues. Naruto utilise une première fois cette forme face à Sasuke dans la vallée de la fin. Ce manteau peut s’étendre pour former des membres de chakra ; plus le nombre de queues formées est grand, plus le jinchūriki obtient de puissance et de vitesse, au détriment cependant de sa santé et parfois de son contrôle pour lui-même quand il n’est pas totalement en phase avec son bijū.
- La forme « version 2 » est atteinte à partir d’un certain nombre de queues (quatre pour Naruto) ; l’enveloppe de chakra se mélange au sang du jinchuriki pour devenir rougeâtre et opaque, et un exosquelette du bijū peut apparaître, donnant encore plus de puissance et de vitesse à l’hôte (à partir de la sixième queue pour Naruto).
- Un  jinchūriki peut se transformer partiellement, faisant apparaître des parties de son démon en conservant son apparence, comme des queues ou des membres. Gaara possède une particularité, ses transformations partielles étant formées de sable. Naruto parvient également à faire apparaître des parties de Kyûbi formées de chakra, par exemple des queues ou la tête, mais ce n'est pas une transformation physique.
- Un  jinchūriki peut prendre la forme complète de son démon ; la plupart du temps, ce fait se produit accidentellement par la rupture du sceau qui retient le démon, provoquant la mort de l’hôte, mais certains jinchūriki comme Killer Bee ou Yugito, puis vers la fin du manga Naruto ont suffisamment de contrôle pour prendre la forme de leur démon à volonté (« mode démon à queues » (尾獣モード, Bijū Mōdo?)). Quand Gaara prend la forme de son démon, celui-ci est composé entièrement de sable, et se désagrège quand Gaara est assommé, mais le démon n'est pas libéré pour autant ; il peut cependant prendre le contrôle de son corps grâce à la technique du « Sommeil du Tanuki ». La forme que prend Naruto est aussi spéciale, car au lieu de prendre l'apparence physique exacte de son bijū, il s'entoure d'une sorte d'armure de chakra qui a l'apparence de Kurama.

Les neuf démons ont également une technique commune : l'Orbe du démon (尾獣玉 (Bijū dama)), une technique qui consiste à mélanger le chakra rouge du démon au chakra bleu de son jinchūriki pour former une sphère compacte, similaire au Rasengan. La technique peut être utilisée lorsque le jinchūriki a pris la forme complète de son démon, où lorsqu'il utilise son mode du "manteau du démon" dans le cas de Naruto après sa victoire sur Kyûbi. La technique peut aussi être utilisée, dans une moindre mesure, lorsque le jinchūriki est dans la "version 2", le ninja concentrer une plus petite sphère devant sa gueule qu'il rend plus compacte avant de l'avaler et de lancer une attaque dévastatrice sur ses adversaires, si puissantes que même la technique de défense du triple rempart de Rashômon ne peut pas l'arrêter totalement.

## Lesbijū

### Ichibi
Shukaku (守鶴), aussi appelé Suna no Shukaku (砂の守鶴, Shukaku du sable) ou plus communément
Ichibi no Baketanuki (一尾の化け狸, le monstre-tanuki à une queue), est un chien viverrin (狸, tanuki) de couleur sable avec de nombreux traits ondulés de couleur bleue sur tout le corps.
Créature du vent, il est possédé par Suna depuis plusieurs générations et donc, avant sa fondation il y a une cinquantaine d'années, par un des clans le composant. Il est le seul démon dont le véritable nom est connu peu après son apparition dans le manga.

L'œil de Shukaku.

Ce démon se réveille à chaque fois que son réceptacle s'endort ; l'hôte ne peut plus dormir et à force de veiller plusieurs années, finit par avoir des séquelles psychologiques : il développe une personnalité instable et finit souvent par haïr ses semblables.
Dans une grande partie du manga, on a considéré que la présence du Shukaku offrait à son jinchūriki une maitrise parfaite du sable, ainsi qu'une défense automatique (la barrière de sable) très efficace. Ceci est remis en cause depuis le combat entre Gaara et le 4e Kazekage (son père). Dans un premier temps déjà, alors que Gaara n'est plus un jinchūriki, on remarque qu'il a conservé ses pouvoirs de manipulation du sable et de barrière (combat entre Gaara et Sasuke lors du sommet des cinq Kage). Aussi, lors de ce second combat contre son père, il se prend conscience que c'est sa mère, via l'amour qu'elle lui a porté au long de sa grossesse et lors de son accouchement, qui lui a transmis ces pouvoirs particuliers. Seule certitude quant aux aptitudes apportées par le tanuki, c'est la possibilité pour l'hôte de se transformer partiellement ou totalement en Shukaku.
Dans la première partie du manga, Gaara est l'hôte du Shukaku qu’il pense alors issu du fantôme d’un prêtre de Suna scellé dans une bouilloire (éléments issus du conte La Bouilloire qui se transforme en chien viverrin du folklore japonais). Sa mère a été utilisée pour sceller en lui le démon et en est morte. Son enfance dramatique a accru son instabilité psychologique et en a fait un meurtrier sans émotions. Cependant sa rencontre avec Naruto va permettre une stabilisation de celui-ci, bien que toujours très froid, il sera cependant plus ouvert aux autres et perdra son désir meurtrier.
Le démon est capturé par l'Akatsuki dès le début de la seconde partie du manga. Sasori et Deidara s'introduisent à Suna, et ce dernier capture Gaara avant de le ramener puis de sceller Shukaku. Gaara sera ramené à la vie en échange de celle de Chiyo. Peu avant de mourir, celle-ci apprend à Naruto, à Sakura et à Kakashi que Gaara est en fait le troisième hôte d'Ichibi, les deux précédents étant décédés eux aussi à la suite de l'extraction du démon dont les circonstances sont inconnues.
 Un des premiers hôtes du Shukaku était un vieux prêtre de Suna nommé Bunpuku (分福) ; craint et méprisé par les villageois qui pensaient qu’il était lui-même l’incarnation du démon, il était maintenu en prison et gardé constamment. Bunpuku s’entendait bien avec le Shukaku qu’il respectait, et à qui il rappelait le Sage des six chemins. Il avait tatoué sur ses mains les kanji « accepter » (受, ukeru) et « cœur » (心, kokoro) ; les deux kanji superposés donnent le kanji « amour » (愛, ai), visible sur le front de Gaara.
Lors de la 4e grande guerre ninja, il n’est pas réintroduit dans un hôte réincarné pour être utilisé sur le champ de bataille, et passe donc la majorité de la guerre enfermé dans la statue du Démon des Enfers, ne rencontrant donc pas Naruto lorsque les autres bijū lui confient leur nom. Lorsqu'il est libéré, il fait montre d’une grande animosité envers Kyûbi, qu’il explique par une prétention de ce dernier selon laquelle la puissance des bijū serait proportionnelle à leur nombre de queues ; il considère donc celui-ci comme un rival qu'il veut surpasser, et n'apprécie pas notamment, qu’il donne des instructions aux autres bijū, lorsqu'ils sont libérés une première fois du corps d’Obito. Il coopère avec Rokubi et Gaara pour tenter de sceller Madara, déployant une pyramide de sable portant le sceau qui parsème son corps, mais Madara s'échappe de sa prison en utilisant son « Susanô ». Lorsque les démons à queues sont scellés à nouveau dans la statue, Shukaku est le premier à se faire emporter, malgré les efforts de Gaara pour l’empêcher.

### Nibi
Matatabi (又旅), plus communément appelé Nibi no Bakeneko (ニ尾の化け猫, le chat-fantôme à deux queues) est un chat de feu bleu inspiré de la créature folklorique appelée nekomata, une version maléfique du bakeneko associée à la mort.
Dans la seconde partie du manga, on découvre que son hôte est une jeune femme du village de Kumo répondant au nom de Yugito Nii. Elle se décrit elle-même comme la seconde ninja la plus forte de son village, ce qui ne l'empêchera pas de se faire battre par Hidan, accompagné de Kakuzu. Elle meurt des suites de l'extraction du bijū. Il semble lié à l'élément Feu (Katon).

### Sanbi
Isobu (磯撫), plus communément appelé Sanbi no Kyodaigame (三尾の巨大亀, la tortue géante à trois queues) est une gigantesque tortue verte (gris-vert dans l’anime) et rouge dont la tête est protégée par une carapace inférieure en plus de celle du dessus inspiré à la fois du kappa, de Genbu et d'un peu de l'être humain (pour la tête).
Libre, il ne disposait pas de jinchūriki quand Tobi le capture, aidé par Deidara qui précisera que « c'est parce qu'il n'a plus de jinchūriki qu'il est si faible ». 
Il a été scellé dans la statue du Démon des Enfers par Akatsuki.
Son dernier jinchūriki était Yagura, le quatrième Mizukage qui fut responsable de l'« ère de sang » de Kiri. Ce dernier était contrôlé par Obito Uchiwa lorsqu'il était encore Mizukage.
Du temps de la jeunesse de Kakashi, il a été brièvement scellé dans Lin par le village de Kiri dans le but de détruire Konoha.
Dans l'arc hors-série « Sanbi » de Naruto Shippūden, il est contrôlé par un jeune garçon nommé Yûkimaru recueilli par Orochimaru, et escorté par une servante de celui-ci, Guren.
La puissance du démon est un peu plus exploitée dans ces épisodes, car on constate que la technique héréditaire de contrôle du cristal (shoton) utilisée par Guren, malgré sa forte densité moléculaire, ne peut le percer ; il semble donc excessivement résistant. Le monstre peut également dégager une puissante onde de choc par la gueule, tels Kyûbi et Hachibi dans le manga. Il semble associé à l'élément Eau (Suiton).
Sanbi (le démon à  3 queues) peut être contrôlé par Yûkimaru.

### Yonbi
Son Gokû (孫悟空), plus communément appelé Yonbi no Saru (四尾の猿, le roi des singes à quatre queues), est une chimère principalement inspirée d'un gorille à la peau vert amande et aux poils rouge écarlate pourvue de traits faciaux rappelant ceux d'un ogre. Ses quatre queues sont dotées de plaques osseuses.
Rôshi, son hôte, est amené par Kisame, et ramené par ce dernier et Itachi pour l'extraction de Yonbi après sa capture. Ce vieil homme, mort lors de la cérémonie d'extraction, faisait partie du village caché d'Iwa. Kisame précise que Rôshi était un ninja puissant.
Son pouvoir est l'une des seules entorse connue à la règle des kekkei genkai élémentaires qui veut que seuls ceux dotés de tels héritages génétiques puissent fusionner les cinq éléments de base. En effet, il confère à son jinchūriki la capacité à fusionner son affinité doton (土遁, art de manipuler la terre) et l'affinité katon (火遁, art de manipuler le feu) de Rôshi pour en faire le yōton (熔遁, art de manipuler la lave).
Selon l'auteur, son apparence se base principalement sur les Ôzaru, les résultats de la transformation des saiyans en singes géants de Dragon Ball, auquel s'ajoute quelques éléments plus communs au conte original, comme la couronne d'emprisonnement transformée ici en plaque osseuse avec des cornes. Le nom de son jinchûriki, Rôshi, rappelle le vrai nom de Kame Sennin, Muten Rôshi, le maître d'arts martiaux de Son Goku dans Dragon Ball.
Lors de la 4e grande guerre ninja, Son Gokû est scellé à nouveau dans Rôshi, invoqué par la « Réincarnation des âmes » de Kabuto Yakushi. En combattant Naruto sous sa forme de démon, il l’avale, ce qui permet au jeune ninja de rencontrer Yonbi dans son espace intérieur. Naruto parvient à le convaincre qu’il veut aider les démons à queues et leurs hôtes, et parvient à enlever le récepteur de chakra qui permettait à Tobi de les manipuler. Avant de se faire sceller à nouveau dans la statue du Démon des Enfers, ils parlent aux autres démons à queues et leurs hôtes, de Naruto et de la prophétie du Sage des six chemins.

### Gobi
Kokuô (コク王), plus communément appelé Gobi no Irukauma (五尾のイルカ馬, le cheval-dauphin à cinq queues) est une chimère de couleur blanche qui, selon Kishimoto, s'inspire du dauphin pour la tête et du cheval pour le corps.
Gobi est le tout premier bijû (démon) capturé par l'Akatsuki, avant le début de Naruto Shippuden. 
Dans le roman "Akatsuki Hiden: Evil Flowers in Full Bloom" on apprend que Konan a reussit à capturer Han le Jinchuriki de Gobi avant que Naruto Shippuden commence.
Son dernier jinchūriki était Han, un ninja d'Iwa de grande taille doté d'une armure, rappelant une tenue de samouraï. D'après le databook, il utilisait des techniques basés sur la vapeur (Futton, mélange du Suiton et du Katon).

### Rokubi
Saiken (犀犬), plus communément appelé Rokubi no Namekuji (六尾の蛞蝓, la grande limace à six queues) est un genre de slime violet rappelant vaguement la limace, il est doté de petites pattes avant et arrière.
Son dernier jinchūriki était un jeune homme nommé Utakata, originaire de Kiri, et qui a déserté son village à la suite d'un différend avec son maître. D'après le databook, il utilisait des techniques basées sur des bulles de savon (shabondama) .
Un arc « filler » de l’anime lui est dédié. Pain y est chargé de sa capture pour le compte d'Akatsuki. Son élement semble être l'eau (Suiton).

### Nanabi
Chômei (重明), plus communément appelé Nanabi no Kabutomushi (七尾のカブトムシ, le scarabée rhinocéros japonais à sept queues) est un insecte coléoptère Dynaste (de nom binomial Trypoxylus dichotomus) gigantesque de couleur bleu de cobalt qui n'a en réalité pas sept queues mais une seule de couleur vert absinthe avec 6 ailes de même couleur  au bout de l'abdomen. Quand il était jeune, peu de temps avant la mort du Sage des Six Chemins, il avait la forme d'une larve.
Son dernier jinchūriki était une adolescente de Taki nommée Fû, c'est la seule jinchūriki ne venant pas d'un des cinq grands pays.
D’après l’anime, Chômei a été capturé par Kakuzu, accompagné de Hidan, peu après l'examen chūnin qui s'est déroulé au Pays du Vent durant lequel Fû a sauvé Gaara de Hôichi, un membre d’une faction de Suna s’opposant à son titre de Kazekage , qui tentait d’extraire Shukaku de son hôte.
Ces scarabées rhinocéros japonais (カブトムシ, Kabutomushi) sont très recherchés par les jeunes enfants au Japon lors des périodes estivales ; c'est un thème qui revient très souvent dans les manga de type tranches de vie. Outre les légendes pour certains bijū, Kishimoto s'inspire aussi de phénomènes de société.[réf. nécessaire]

### Hachibi
Gyûki (牛鬼), plus communément appelé Hachibi no Kyogyū (八尾の巨牛, le taureau-poulpe à huit queues) est un taureau écorché. Il n'a en réalité pas huit queues mais huit membres inférieurs rappelant ceux d'un céphalopode (tentacules). Cette combinaison de taureau et de créature aquatique en fait un Ushioni.
Lorsqu’il a été récupéré par Kumo, les hautes instances du village ont tenté à plusieurs reprises de créer un jinchūriki pour maintenir l'équilibre des forces avec les autres villages, mais à chaque fois, le démon prenait son contrôle et détruisait le village, forçant une unité d'élite à le combattre et le sceller dans le « pot de purification ambré ». Lors d’un de ces combats, Hachibi perdit un morceau de corne, tranché par la main du futur 4e Raikage.
Finalement, son dernier hôte, Killer Bee, un homme qui vit dans les montagnes du pays de la foudre et le frère adoptif du 4e Raikage, est parvenu à le contrôler.
Killer Bee peut se sortir d'un genjutsu par lui-même en utilisant le bijū qui est en lui comme un partenaire à part entière ; ils travaillent ensemble en bonne intelligence, s’entraident, s’encouragent, ou se chamaillent, ayant établi un lien d’amitié.
Pour les besoins de sa collecte des démons à queues, Tobi ordonne à Sasuke Uchiwa et à son équipe de capturer Killer Bee ; à la suite de l’échec du jeune homme, il envoie Kisame Hoshigaki seul à la poursuite du jinchūriki en vadrouille, mais à la suite d'un combat largement dominé par Kisame, ce dernier est trahi par son épée. Avec l'arrivée des renforts du Raikage, il semble tué par un double lariat exécuté par le Raikage et Bee, mais il s'avère qu'il s'agissait en fait d'un clone et que Kisame s'est dissimulé dans son épée pour espionner le Pays de la Foudre. Il est finalement démasqué par Naruto et battu par Gaï Maito, avant de se laisser dévorer par des requins qu’il a lui-même invoqués.
Une nouvelle grande guerre ninja étant proche, le « Conseil des cinq kage » décide de cacher les deux hôtes qui n'ont pas été capturés par Akatsuki, ce qui permettra à Naruto de rencontrer Killer Bee pour apprendre à maîtriser Kyûbi.

### Kyûbi
Kurama (九喇嘛), aussi appelé Kyūbi no Yōko (九尾の妖狐, le démon-renard à neuf queues), est enfermé en Naruto Uzumaki. Kyûbi est un démon dont l'apparence s'inspire du renard à neuf queues du folklore japonais et de l'être humain (la partie supérieure du torse et les bras notamment, qui disposent de mains à cinq doigts dont un en opposition). Bien que contrairement à ce qu’il prétend, le nombre de queues n'indique pas la puissance du démon, il reste tout de même le plus puissant des neuf bijū, et a tendance à se considérer comme le leader, ce qui agace les autres démons à queues (Ichibi en particulier) ; il fait preuve de bonnes connaissances tactiques et stratégiques.

L'œil de Kurama.

Selon l'incipit du manga, douze ans avant la première partie du récit, le fléau connu sous le nom de Kyûbi attaqua le village caché de Konoha.
Cette histoire est racontée dans la seconde partie du manga : excédés par les ravages causés par ce démon lors de ses raids successifs sur différents villages du Pays du Feu, les ninjas du Feu décident de le sceller pour contenir sa malveillance. Le 1er Hokage, Hashirama Senju le scelle en son épouse Mito Uzumaki. Vers la fin de la vie de cette dernière, le démon est transmis à une jeune femme, Kushina Uzumaki, qui épouse par la suite le 4e Hokage, Minato Namikaze. À la suite d'une ruse de Tobi, le démon est extrait de Kushina et attaque le village. Minato fait alors le sacrifice de sa vie pour emprisonner la moitié de l'âme du démon dans le corps de son nouveau-né, Naruto Uzumaki, scellant la seconde partie dans son propre corps juste avant qu'il ne meure.  

#### Lebijū

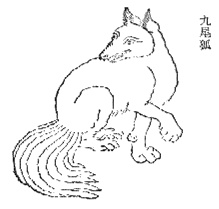
Le renard à neuf queues.

Kyûbi est à la base un être malveillant, misanthrope et particulièrement fourbe. Très intelligent et parfaitement conscient de ses actes, c'est par pure cruauté qu'il n'hésite pas à détruire tout ce qui se trouve sur son passage. Cela ne l'empêche pas d'être généreux quand son don peut servir ses desseins, comme lorsqu'il utilise son chakra pour soigner son hôte et ainsi le maintenir en vie. Son histoire semble très liée au clan Uchiwa et il fut utilisé comme arme par Madara Uchiwa, une cinquantaine d'années avant le début du récit lors d'un coup d'État raté, puis par Obito Uchiwa au moment de la naissance de Naruto. 
Il a toujours vu les ninjas comme des êtres ne cherchant qu'à domestiquer les démons pour récupérer leur puissance. Cependant, il fut très attristé par le départ du Sage des six chemins qui avait annoncé, avant sa mort, que le jour viendra où les bijū seront de nouveau réunis, mais qu'avant cela, ils devront choisir leur voie et trouver leur force.
Il commence cependant à s’attacher à Naruto (sans le reconnaître expressément), et ne soutire plus le chakra de Naruto quand celui-ci utilise le sien, voire l’aide en lui donnant de grandes quantités de son chakra gratuitement. Lors de la 4e grande guerre ninja, face à Tobi et les six anciens jinchuriki invoqués par Kabuto, Naruto s'écroule d'épuisement et Kyûbi intervient pour lui proposer son aide en lui prêtant son pouvoir. Le démon et son hôte joignent leurs poings et s’échangent leurs chakra, permettant à Naruto de prendre la forme complète de Kyûbi. Naruto lui déclare alors qu’il n’est plus un monstre, mais un camarade de Konoha. Kyûbi est également capable de parler à un tiers à travers l’esprit de Naruto, y compris lorsque ce dernier se revêt de sa forme complète.

#### Lejinchūriki ou réceptacle

Sceau fermant la « cage » de Kyûbi en Naruto.

Le principal avantage fourni par Kurama à son hôte est la vitesse de guérison extrêmement élevée, y compris sur des blessures graves, par la diffusion de son chakra.
Lorsque le démon prend une plus grande influence sur les capacités de Naruto, celui-ci s’entoure d’une gangue de chakra rougeâtre d’abord informe, puis au fur et à mesure de l’accroissement de l’influence du démon, de la forme d’un renard à une ou plusieurs queues. Bien que jusqu’à la troisième, le jinchūriki garde le contrôle, une fois la quatrième queue sortie, la personnalité du bijū remplace celle de l’hôte. Il s’ensuit alors une plus grande transformation avec la disparition de la peau et l’invasion de la gangue par le sang la faisant apparaître rouge sombre. Avec la 6e queue, le squelette du renard apparaît, procurant au jinchūriki une grande agilité et une vitesse prodigieuse. Avec la 8e queue, il ne manque plus que la fourrure (muscles apparents). Avec la 9e queue, il prend la forme complète de Kyûbi. 
Dans un ensemble d'épisodes filler de Naruto Shippûden, on découvre un second personnage, Sora, semblant posséder Kyûbi ou une réplique de celui-ci. Il s’avère finalement que ce n’était que le résidu du chakra de Kyûbi flottant dans l’air à la suite de l’attaque de Konoha, implanté par son propre père, Kazuma, afin de détruire le village caché de Konoha.
À l'époque du 2e Raikage, Kinkaku et Ginkaku ont été avalés par Kyûbi en tentant de le capturer et sont parvenus à survivre dans son estomac durant deux semaines en se nourrissant de sa viande (et récupérant ainsi une partie de son chakra), puis à en être régurgités. Cela leur a donné plusieurs caractéristiques des hôtes de Kyûbi, notamment la possibilité de prendre la forme du démon à six queues sous l’influence d’une forte émotion.
Naruto est le troisième jinchūriki de Kurama, sa propre mère, Kushina Uzumaki, et la femme du 1er Hokage, Mito Uzumaki, l’ayant précédé dans cette tâche.

## Autres

### Reibi
Reibi no Menhiru (零尾の面蛭, litt. la Sangsue Masquée à Zero Queue) n'apparaît que dans le film Naruto Shippuden : Les Liens. Il est caractérisé par la maîtrise du chakra sombre et un aspect proche de la sangsue doté d'un masque nō, son corps pouvant produire de longs prolongements flexibles permettant des attaques à distance. Il a pour particularité de pouvoir absorber le chakra de ses adversaires.
Son hôte est Amaru, une jeune fille.
Reibi n'étant jamais cité dans les épisodes de la série, il s'agit d'une invention pour le scénario du film. Son appartenance aux bijū est contestable et incompatible avec la légende de l'origine des monstres à queues. Il n'est donc qu'un proto-bijū, à l'image du monstre que Kisame Hoshigaki et Samehada peuvent former en fusionnant.